# Sam Heughan
Sam Heughan (Balmaclellan, Schotland, 30 april 1980) is een Schotse acteur, auteur, producer en ondernemer. Hij brak door met de bekroonde historische dramareeks Outlander, waarin hij sinds 2014 de hoofdrol van Jamie Fraser vertolkt. Sinds het 5de seizoen is hij ook producer van de reeks.
Hij heeft een aantal prijzen voor beste drama acteur gewonnen, waaronder een People's Choice Award voor zijn acteerprestaties in Outlander (televisieserie) en hij ontving nominaties voor zowel een BAFTA als een Critics Choice Award.
Heughan studeerde drama aan de Royal Scottish Acadamy en was voor Outlander vooral actief in het theater. Voor het toneelstuk "Outlying Islands" werd hij genomineerd voor een Laurence Olivier Award voor meestbelovende artiest.
Verder was hij te zien in Hollywoodproducties zoals Bloodshot en the spy who dumped me. In 2021 speelde hij de hoofdrol in Sas:Red Notice, gebaseerd op de boeken van Andy McNab en in 2023 was hij samen met Priyanka Chopra en Celine Dion te zien in de film Love again.
Ook lanceerde hij in 2021 de reisdocumentaire Men in Kilts, waarin hij samen met Graham McTavish door Schotland reist. Samen schreven ze ook het boek Clanlands, die ondertussen op de New York Times-bestsellerlijst staat. In oktober 2022 bracht Sam het boek Waypoints - My Scottish Journey uit, waarin hij een persoonlijke reis maakt en reflecteert over zijn leven.
Sam Heughan is de oprichter van My Peak Challenge, een community die fitness, voedingsadvies, yoga en mindfulness aanbiedt. De helft van de opbrengsten gaan naar diverse goede doelen. Ondertussen werd al meer dan 5 miljoen dollar ingezameld. Hij is ook erevoorzitter van Bloodcancer UK.
Voor zijn liefdadigheidswerk en artistiek succes mocht hij in 2019 zowel bij de universiteit van Stirling als van Glasgow een eredoctoraat in ontvangst nemen.
Heughan bewees zich ook als succesvol ondernemer met de lancering van zijn whisky The Sassenach, die reeds verschillende prijzen in ontvangst mocht nemen en goed ontvangen wordt onder critici.
Heughan is zeer actief op sociale media en maakte in 2020 via deze weg bekend al jaren het slachtoffer te zijn van stalking en pesterijen door te fanatieke volgers.
Ook spreekt hij zich op politiek vlak regelmatig uit als voorstander van de onafhankelijkheid van Schotland.
- Bibsys: 15038796
- Biblioteca Nacional de España: XX5700505
- Bibliothèque nationale de France: cb170421868 (data)
- Catàleg d'autoritats de noms i títols de Catalunya: 981060029190106706
- Gemeinsame Normdatei: 1073269868
- International Standard Name Identifier: 0000 0003 8501 1317
- Library of Congress Control Number: no2012137569
- Nationale Bibliotheek van Tsjechië: xx0205088
- Nederlandse Thesaurus van Auteursnamen: 345511794
- Système universitaire de documentation: 193843064
- Virtual International Authority File: 279714327
- WorldCat: E39PBJhd8HyRQ3KjYB6cVK3RKd